# Klingnau
Klingnau est une ville et une commune suisse du canton d'Argovie, située dans le district de Zurzach.

## Géographie

Photo aérienne (1946).

La ville est située à l'est de la rivière Aar. Le lac de barrage de Klingnau fut construit pour alimenter une centrale hydraulique dans les années 1930.

## Culture et patrimoine

### Héraldique
| Blason | Blasonnement : De gueules à la mitre de sable bordée d'or, flanquée de deux étoiles du même. |

### Monuments et curiosités
La vieille ville de Klingnau a été fondée en 1239 par Ulrich de Klingen et se compose pour l'essentiel d'une rue unique, s'élargissant en place au nord-ouest. Le château (rénové), l'ancien prieuré du couvent de Saint-Blaise (1746-53) et l'ancien bâtiment administratif de la collégiale des Chanoines de Zurzach (1641) avec pignon à redans sont remarquables.